# Rábacsécsény
Rábacsécsény község Győr-Moson-Sopron vármegyében, a Téti járásban.

## Fekvése
Győr-Moson-Sopron vármegye közepén, a Rába mellett fekszik.
A szomszédos települések: észak felől Enese 8, északkelet felől Rábapatona 15 (légvonalban 6), kelet felől Mérges 5 (légvonalban 2,5), délkelet felől Rábaszentmihály 1,5, délnyugat felől Bodonhely 6 (légvonalban 3), nyugat felől Bágyogszovát 10 (légvonalban 6), északnyugat felől pedig Kóny 13 (légvonalban 6,5) kilométerre. A megyeszékhely, Győr mintegy 21 kilométer távolságra található.

### Megközelítése
A településen, annak főutcájaként végighúzódik a 8417-es út, közúton csak ezen érhető el, a 83-as főút téti és a 85-ös főút enesei szakasza felől. Keleti szomszédjába, Mérgesre a 84 129-es számú mellékút vezet a község északi külterületei felől. Vasútvonal nem érinti, a legközelebbi vasúti csatlakozási lehetőséget a Győr–Sopron-vasútvonal Enese vasútállomása kínálja.

## Története
Csécsényt (Kis-, Nagy-), az Árpád-kori települést, mai nevén Rábacsécsényt az ismert oklevelek 1228-ban említik először Chechen alakban.
1258-ban Cethun, 1328-ban Chethen, Chechen néven fordul elő a település neve.
1256-1258 körül a Győr nemzetség birtoka volt, s így feltehetőleg az ő ősük lehetett az a György, aki 1228-ban Csécsény felől Kapi határosa volt.
1256-ban a nemzetség tagjai a pannonhalmi apátság részére engedtek át egy tényői birtokot monostorukkal, Zselicszentjakabbal együtt.
1328-ban Győr nemzetségbeli Ders fiai Péter és Miklós, valamint a zselicszentjakabi apát cserébe adták a csécsényi uradalmat a pannonhalmi apátságnak.
1526-ban Máté pannonhalmi apát és konventje a Rábacsécsényben levő részbirtokukat s a birtok közelében levő rábai malom felét zálogba vetette gróf Cseszneky Györgynek, a komáromi és tatai várak kúriai gazdájának s örököseinek, 300 magyar forintért.
1593-ban gróf Cseszneky János győri gyalogoskapitány volt a település fő birtokosa. A 16-17. század folyamán a szarvaskendi Sibrik és a milványi gróf Cseszneky család, valamint a pannonhalmi apátság többször pereskedett Rábacsécsény birtokért. A 19. században a Szalacsy család rendelkezett a községben a legnagyobb birtokkal, ők vásárolták meg az egykori Cseszneky-Sibrik-kúriát is.
Rábacsécsény 1973-tól 1989-ig Rábaújfalu néven egyesítve volt a szomszédos Rábaszentmihállyal.

## Közélete

### Polgármesterei
- 1990–1994: Lacsik Miklós (független)[4]
- 1994–1998: Kovács József (független)[5]
- 1998–2002: Kovács József (független)[6]
- 2002–2006: Kovács József (független)[7]
- 2006–2010: Kovács Teodóra (Fidesz)[8]
- 2010–2014: Kovács Teodóra (Fidesz-KDNP)[9]
- 2014–2019: Kovács Teodóra (Fidesz-KDNP)[10]
- 2019–2024: Kovács Teodóra (Fidesz-KDNP)[11]
- 2024– : Kovács Teodóra (Fidesz-KDNP)[1]

## Népesség
A település népességének változása:
| Lakosok száma | 604  | 593  | 576  | 583  | 576  | 598  | 612  |
|               | 2013 | 2014 | 2015 | 2021 | 2022 | 2023 | 2024 |

A 2011-es népszámlálás során a lakosok 89,6%-a magyarnak, 0,3% cigánynak, 0,2% németnek mondta magát (10,1% nem nyilatkozott; a kettős identitások miatt a végösszeg nagyobb lehet 100%-nál). A vallási megoszlás a következő volt: római katolikus 66,4%, református 3,3%, evangélikus 4,5%, felekezeten kívüli 4,2% (21,3% nem nyilatkozott).
2022-ben a lakosság 95%-a vallotta magát magyarnak, 0,7% németnek, 0,3% ukránnak, 0,2% cigánynak, 0,2% szlovénnek, 0,2% szerbnek, 1% egyéb, nem hazai nemzetiségűnek (5% nem nyilatkozott; a kettős identitások miatt a végösszeg nagyobb lehet 100%-nál). Vallásuk szerint 53,5% volt római katolikus, 4,5% református, 3,8% evangélikus, 0,5% görög katolikus, 0,2% ortodox, 0,5% egyéb keresztény, 2,6% egyéb katolikus, 6,9% felekezeten kívüli (27,4% nem válaszolt).

## Látnivalók
- Katolikus templom.
- Mária-szobor.